# 呂志伊

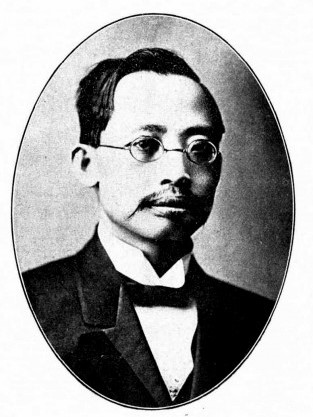
《民国之精华》中的呂志伊照片

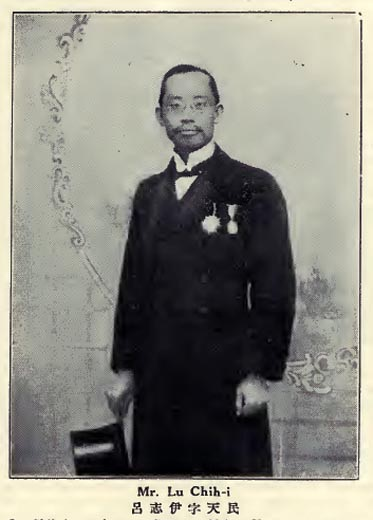
《中国名人录（第三版）》中的呂志伊照片

吕志伊（1881年5月17日—1940年3月4日），原名占东，字天民，别署侠少、旭初、金马。云南思茅县人。中国民主革命家，中华民国政治人物。他是“中国国民党”這一黨名的建議者。

## 生平
1900年，吕志伊中举人，1904年官费赴日本留学早稻田大学。1905年，吕志伊加入中国同盟会，被推举为中国同盟会总会评议、云南主盟人。1906年，他参与创办《云南》杂志、《滇话报》，任《云南》杂志主笔，并常为《民报》撰稿。1908年3月，他和杨振鸿等人发起云南独立大会，被清政府开除官费并通缉。此后，吕志伊到缅甸仰光任《光华报》总主笔、《进化报》主笔。1909年，他在《光华报》上撰写对联上联“摄政王兴摄政王亡建虏兴亡两摄政”，征集下联，一时震动海内外。1911年初，他参加广州黄花岗起义，担任统筹部印信、密件保管、撰写檄文等工作。黄花岗起义失败后，他到上海任《民立报》主笔。1911年7月，他和宋教仁、陈其美等人创建中国同盟会中部总会。1911年9月，他受湖北的革命党人和中国同盟会中部总会委托，到香港请黄兴到湖北武昌领导反清起义。
武昌起义提前爆发以后，吕志伊奉黄兴之命到云南。辛亥云南光复后，他任云南都督府参议。他还任各省都督府代表聯合會云南代表，到南京参加会议。1912年中华民国成立后，孙中山任命他担任南京临时政府司法部次长。后来他担任中国同盟会驻沪机关部副部长、《民国新闻》总编辑。1913年他当选民元国会参议员、宪法起草委员会委员。后来他参加了二次革命。1915年，他奉孙中山之命到昆明策动了护国起义，并首先提出了“护国军”这一名称。1917年，他任孙中山在广州组织的护法军政府司法部次长。1919年，他建议将“中华革命党”改名为“中国国民党”，后来他历任广州军政府司法部次长、内政部次长、代理内政部长等职务。1922年9月，他任中国国民党改进案起草委员会委员，后任中国国民党中央参议。1923年4月起，他任广州大元帅府大理院院长兼管司法行政事务。孙中山在北京逝世后，吕志伊淡出政坛，1928年起一直任国民政府立法委员。
1940年，吕志伊在昆明病逝，享年60岁。

## 著作
- 中国国民党史稿
- 偶得诗集
- 天民回忆录